# Yamaha CS1X
| Synthesizer              | Synthesizer                                    |
| Yamaha CS1X Synthesizer  | Yamaha CS1X Synthesizer                        |
| Allgemeines              | Allgemeines                                    |
| ------------------------ | ---------------------------------------------- |
| Name                     | CS1X                                           |
| Hersteller               | Yamaha Corporation                             |
| Klangsynthese            | digital                                        |
| Erscheinungsjahr         | 1996                                           |
| Preis (Erscheinungsjahr) | 885 DM                                         |
| Gewicht                  | 5,7 kg                                         |
| Eigenschaften            |                                                |
| Polyphon                 | ja (32)                                        |
| Tasten                   | 61, anschlagsdynamisch, nicht aftertouch-fähig |
| Spielhilfen              | Pitch- und Modulationsrad, 6 Drehregler        |
| Ext. Controller          | –                                              |
| Effekte                  | Attack, Release, Cutoff, Resonanz              |
| Schnittstelle(n)         | MIDI                                           |
| Sequenzer                | nein                                           |
| Samples                  | 4,5 MByte                                      |

Im Jahr 1996 brachte Yamaha mit dem CS1X einen tragbaren Synthesizer auf dem Markt. Der blaue CS1X wurde extra für den Techno- und Groove-Musikmarkt gebaut. Der Synthesizer besitzt unter anderem folgende Merkmale:
- 930 Stimmen (voices)
- 4,5 MByte Sample-ROM
- 32 Stimmen Polyphonie
- 30 Typen Arpeggiator
- 11 Chorus- und Halleffektalgorithmen
- 43 Variationeffektalgorithmen
- Echtzeit-Steuerfunktion (6 Drehknöpfe, Pitch- und Modulationsrad)

Dem Nutzer stehen 128 Preset Performances und 128 User Performances zur Verfügung. Der Synthesizer wurde von vielen Bands bzw. Musikern wie Underworld, Jamiroquai und David Bowie eingesetzt. 1999 folgten die Modelle CS 2 X und CS 6 X.

## Klangbeispiele

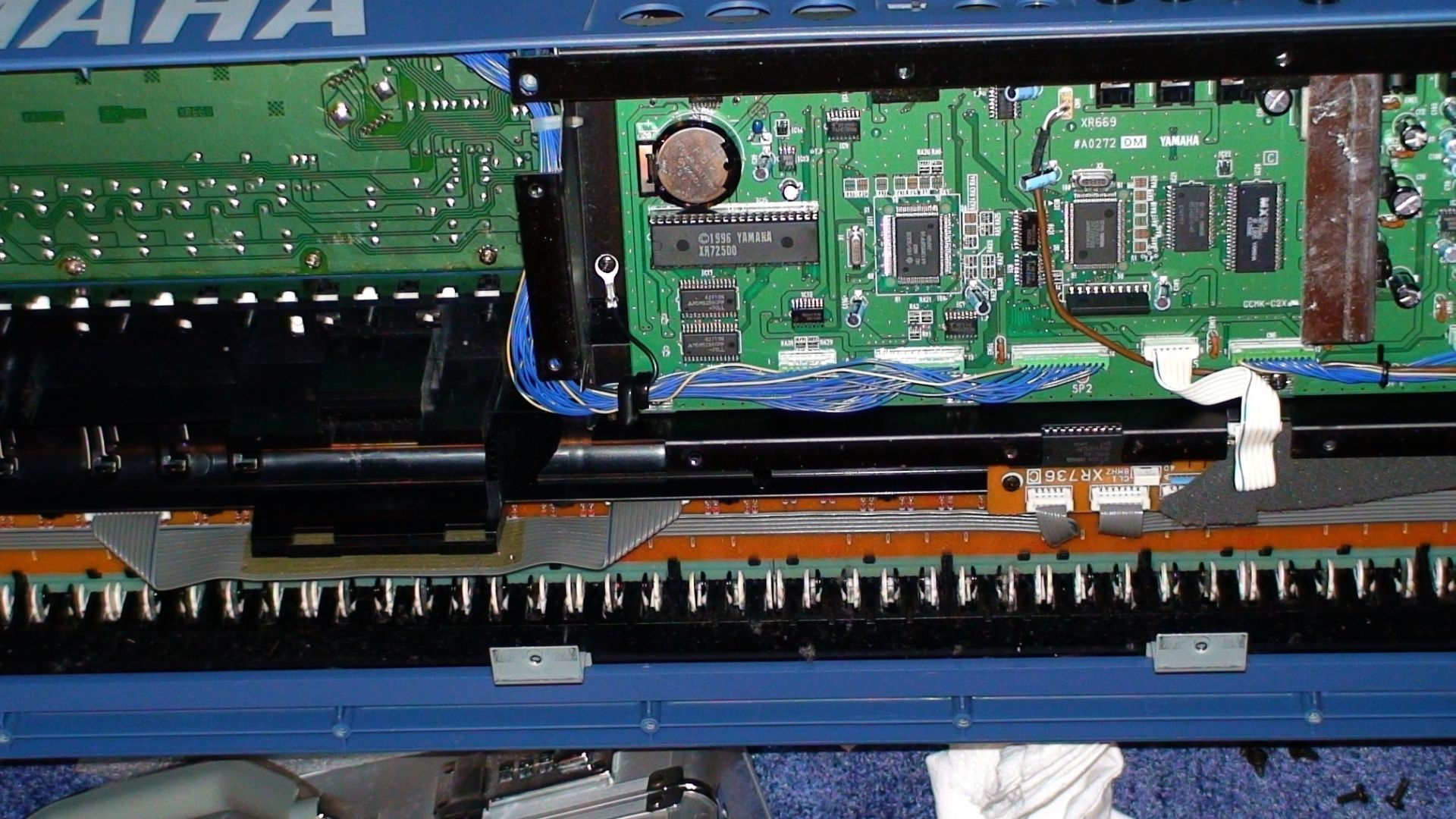
Innenansicht des CS1X mit Spezial-Chip von Yamaha